# Distrito electoral federal 4 de Chihuahua
El Distrito electoral federal 4 de Chihuahua es uno de los 300 Distritos Electorales en los que se encuentra dividido el territorio de México y uno de los 9 en los que se divide el estado de Chihuahua. Su cabecera es Ciudad Juárez.
Desde el proceso de distritación de 2022 el distrito abarca la zona norte de Ciudad Juárez.

## Divisiones anteriores

### División en distritos de 1979 a 1996
Como en la distribución de distritos actual, estaba formado por un sector de la zona urbana de Ciudad Juárez. 

### División en distritos de 1996 a 2005
Era casi idéntica a la actual, lo formaba un sector del Municipio de Juárez y su cabecera está situada en Ciudad Juárez.

### División en distritos de 2005 a 2017
Entre 2005 y 2010 estuvo formado por el sector sur de la zona urbana de Ciudad Juárez.

### Distritación 2017 - 2022
De 2017 a 2022 el distrito abarcó el sector nororiente de Ciudad Juárez.

## Diputados por el distrito
| Diputado                        | Grupo parlamentario | Legislatura   | Periodo     |
| ------------------------------- | ------------------- | ------------- | ----------- |
| Juan Nepomuceno de Urquidi      |                     | III           | 1863 - 1865 |
| Benito Juárez                   |                     | IV            | 1867 - 1868 |
| Mariano Samaniego               | 1868                | IV            |             |
| Vacante                         | Vacante             | V VI          | 1869 - 1873 |
| Eduardo Urueta                  |                     | VII           | 1873 - 1875 |
| Vacante                         | Vacante             | VIII IX       | 1875 - 1880 |
| Diego A. Berea                  |                     | X             | 1880 - 1882 |
| Marcelo León                    |                     | XI XII        | 1882 - 1886 |
| Manuel E. Rincón                |                     | XIII XIV      | 1886 - 1890 |
| Manuel Flores                   |                     | XV XVI        | 1890 - 1894 |
| Martín González                 |                     | XVII          | 1894 - 1896 |
| Ignacio Miguel Luchichí         |                     | XVIII         | 1896 - 1898 |
| Jesús E. Valenzuela             |                     | XIX XX        | 1898 - 1902 |
| Jesús Urueta                    |                     | XXI           | 1902 - 1904 |
| Antonio Ramos Pedrueza          |                     | XXII          | 1904 - 1906 |
| Vacante                         | Vacante             | XXIII         | 1906 - 1908 |
| Federico Gamboa                 |                     | XXIV XXV      | 1908 - 1912 |
| Vacante                         | Vacante             | XXVI          | 1912 - 1914 |
| Vacante                         | Vacante             | Constituyente | 1916 - 1917 |
| Manuel M. Prieto                | Izquierdista        | XXVII         | 1917 - 1918 |
| Jesús N. González               |                     | XXVIII        | 1918 - 1920 |
| Luis L. León                    |                     | XXIX XXX      | 1920 - 1924 |
| Antonio Corona                  |                     | XXXI          | 1924 - 1926 |
| Francisco Rodríguez             |                     | XXXII         | 1926 - 1928 |
| Antonio Corona                  |                     | XXXIII        | 1928 - 1930 |
| Enrique Soto Peimbert           |                     | XXXIV         | 1930 - 1932 |
| Francisco R. Almeida            |                     | XXXV          | 1932 - 1934 |
| José Borunda                    |                     | XXXVI         | 1934 - 1937 |
| Ismael C. Falcón                |                     | XXXVII        | 1937 - 1940 |
| Manuel Bernardo Aguirre         |                     | XXXVIII       | 1940 - 1943 |
| Guillermo Quevedo Moreno        |                     | XXXIX         | 1943 - 1946 |
| José López Bermúdez             |                     | XL            | 1946 - 1949 |
| Esteban Uranga                  |                     | XLI           | 1949 - 1952 |
| Luis González Herrera           |                     | XLII          | 1952 - 1955 |
| Vacante                         | Vacante             | XLIII         | 1955 - 1958 |
| Arnaldo Gutiérrez Hernández     |                     | XLIV          | 1958 - 1961 |
| Félix Alonso Lugo Verdugo       |                     | XLV           | 1961 - 1962 |
| Armando B. Chávez               |                     | XLV           | 1962 - 1964 |
| Pedro N. García Martínez        |                     | XLVI          | 1964 - 1967 |
| Armando B. Chávez               |                     | XLVII         | 1967 - 1970 |
| Armando González Soto           |                     | XLVIII        | 1970 - 1973 |
| Luis Fuentes Molinar            |                     | XLIX          | 1973 - 1976 |
| Juan Ernesto Madera Prieto      |                     | L             | 1976 - 1979 |
| Miguel Lerma Candelaria         |                     | LI            | 1979 - 1982 |
| Francisco Rodríguez Pérez       |                     | LII           | 1982 - 1985 |
| Óscar Luis Rivas Muñoz          |                     | LIII          | 1985 - 1988 |
| Santiago Rodríguez del Valle    |                     | LIV           | 1988 - 1991 |
| Óscar Nieto Burciaga            |                     | LV            | 1991 - 1994 |
| Miguel Lucero Palma             |                     | LVI           | 1994 - 1997 |
| Carlos Camacho Alcázar          |                     | LVII          | 1997 - 2000 |
| Gregorio Arturo Meza de la Rosa |                     | LVIII         | 2000 - 2003 |
| Miguel Lucero Palma             |                     | LIX           | 2003 - 2006 |
| Víctor Valencia de los Santos   |                     | LX            | 2006 - 2008 |
| Octavio Fuentes Téllez          | 2008 - 2009         | LX            |             |
| Adriana Terrazas Porras         |                     | LXI           | 2009 - 2012 |
| Luis Murguía Lardizábal         |                     | LXII          | 2012 - 2015 |
| Adriana Terrazas Porras         |                     | LXIII         | 2015 - 2018 |
| Ulises García Soto              |                     | LXIV          | 2018 - 2021 |
| Daniela Álvarez Hernández       |                     | LXV           | 2021 - 2024 |
| Alejandro Pérez Cuéllar         |                     | LXVI          | 2024 - 2027 |

## Resultados electorales

### 1964
|  | 24.12 % |

|  | 75.50 % |

|  | 0.38 % |

|  | 0.01 % |

|  | 0.00 % |

|  | 100.00 % |

|  | 0.00 % |

|  | 50.16 % |

|  | 49.84 % |

### 1967
|  | 23.51 % |

|  | 75.12 % |

|  | 1.35 % |

|  | 0.00 % |

|  | 0.03 % |

|  | 100.00 % |

|  | 0.00 % |

|  | 54.80 % |

|  | 45.20 % |

### 1970
|  | 0.00 % |

|  | 73.19 % |

|  | 1.21 % |

|  | 0.00 % |

|  | 10.26 % |

|  | 84.65 % |

|  | 15.35 % |

|  | 64.04 % |

|  | 35.96 % |

### 1973
|  | 20.15 % |

|  | 65.18 % |

|  | 2.18 % |

|  | 1.31 % |

|  | 0.25 % |

|  | 89.09 % |

|  | 10.92 % |

### 1976
|  | 14.27 % |

|  | 67.66 % |

|  | 3.04 % |

|  | 1.37 % |

|  | 0.00 % |

|  | 86.34 % |

|  | 13.66 % |

|  | 52.65 % |

|  | 47.35 % |

### 1979
|  | 18.72 % |

|  | 58.56 % |

|  | 3.11 % |

|  | 1.93 % |

|  | 2.22 % |

|  | 4.85 % |

|  | 1.49 % |

|  | 0.00 % |

|  | 90.87 % |

|  | 9.13 % |

|  | 62.77 % |

|  | 37.23 % |

### 1982
|  | 39.89 % |

|  | 53.81 % |

|  | 1.49 % |

|  | 0.00 % |

|  | 1.34 % |

|  | 3.60 % |

|  | 0.94 % |

|  | 0.00 % |

|  | 0.00 % |

|  | 0.00 % |

|  | 100.00 % |

|  | 0.00 % |

|  | 61.33 % |

|  | 38.67 % |

### 1985
|  | 54.44 % |

|  | 30.57 % |

|  | 0.29 % |

|  | 0.18 % |

|  | 0.25 % |

|  | 0.52 % |

|  | 0.16 % |

|  | 4.63 % |

|  | 0.15 % |

|  | 0.01 % |

|  | 91.10 % |

|  | 8.90 % |

|  | 32.42 % |

|  | 67.58 % |

### 1988
|  | 53.74 % |

|  | 41.15 % |

|  | 1.27 % |

|  | 2.11 % |

|  | 0.11 % |

|  | 0.38 % |

|  | 0.26 % |

|  | 0.00 % |

|  | 100.00 % |

|  | 0.00 % |

|  | 40.21 % |

|  | 59.79 % |

### 1991
|  | 40.12 % |

|  | 45.84 % |

|  | 0.26 % |

|  | 0.79 % |

|  | 1.03 % |

|  | 0.22 % |

|  | 0.22 % |

|  | 0.27 % |

|  | 0.65 % |

|  | 6.54 % |

|  | 0.03 % |

|  | 95.97 % |

|  | 4.03 % |

|  | 75.05 % |

|  | 24.95 % |

### 1994
|  | 33.85 % |

|  | 50.80 % |

|  | 0.25 % |

|  | 6.52 % |

|  | 0.50 % |

|  | 0.33 % |

|  | 0.15 % |

|  | 4.35 % |

|  | 0.74 % |

|  | 0.22 % |

|  | 97.72 % |

|  | 2.28 % |

|  | 77.38 % |

|  | 22.62 % |

### 1997
|  | 39.28 % |

|  | 37.97 % |

|  | 9.95 % |

|  | 0.92 % |

|  | 3.98 % |

|  | 3.53 % |

|  | 0.20 % |

|  | 0.29 % |

|  | 0.01 % |

|  | 96.13 % |

|  | 3.87 % |

|  | 52.26 % |

|  | 47.74 % |

### 2000
|  | 45.44 % |

|  | 42.39 % |

|  | 7.79 % |

|  | 0.64 % |

|  | 0.34 % |

|  | 0.87 % |

|  | 0.05 % |

|  | 97.52 % |

|  | 2.48 % |

|  | 53.61 % |

|  | 46.39 % |

### 2003
|  | 31.21 % |

|  | 54.39 % |

|  | 4.00 % |

|  | 2.82 % |

|  | 0.72 % |

|  | 0.23 % |

|  | 0.53 % |

|  | 0.70 % |

|  | 0.23 % |

|  | 0.39 % |

|  | 0.04 % |

|  | 95.27 % |

|  | 4.73 % |

|  | 31.70 % |

|  | 68.30 % |

### 2006
|  | 36.64 % |

|  | 37.97 % |

|  | 15.09 % |

|  | 5.35 % |

|  | 2.18 % |

|  | 0.43 % |

|  | 97.66 % |

|  | 2.34 % |

|  | 42.38 % |

|  | 57.62 % |

### 2009
|  | 20.92 % |

|  | 36.06 % |

|  | 4.82 % |

|  | 6.63 % |

|  | 19.24 % |

|  | 3.30 % |

|  | 1.06 % |

|  | 0.14 % |

|  | 92.17 % |

|  | 7.83 % |

|  | 27.41 % |

|  | 72.59 % |

### 2012
|  | 20.51 % |

|  | 31.59 % |

|  | 24.40 % |

|  | 6.82 % |

|  | 5.93 % |

|  | 0.07 % |

|  | 89.33 % |

|  | 10.67 % |

|  | 47.82 % |

|  | 52.18 % |

### 2015
|  | 17.17 % |

|  | 38.26 % |

|  | 2.85 % |

|  | 4.63 % |

|  | 6.06 % |

|  | 8.42 % |

|  | 8.31 % |

|  | 3.03 % |

|  | 3.96 % |

|  | 0.13 % |

|  | 92.83 % |

|  | 7.17 % |

|  | 27.88 % |

|  | 72.12 % |

### 2018
|  | 25.81 % |

|  | 14.62 % |

|  | 36.80 % |

|  | 4.50 % |

|  | 2.45 % |

|  | 12.17 % |

|  | 0.08 % |

|  | 96.43 % |

|  | 3.57 % |

|  | 54.55 % |

|  | 45.45 % |

### 2021
|  | 45.99 % |

|  | 6.47 % |

|  | 40.37 % |

|  | 2.02 % |

|  | 1.02 % |

|  | 1.51 % |

|  | 0.11 % |

|  | 97.49 % |

|  | 2.51 % |

|  | 45.74 % |

|  | 54.26 % |